# AllMovie

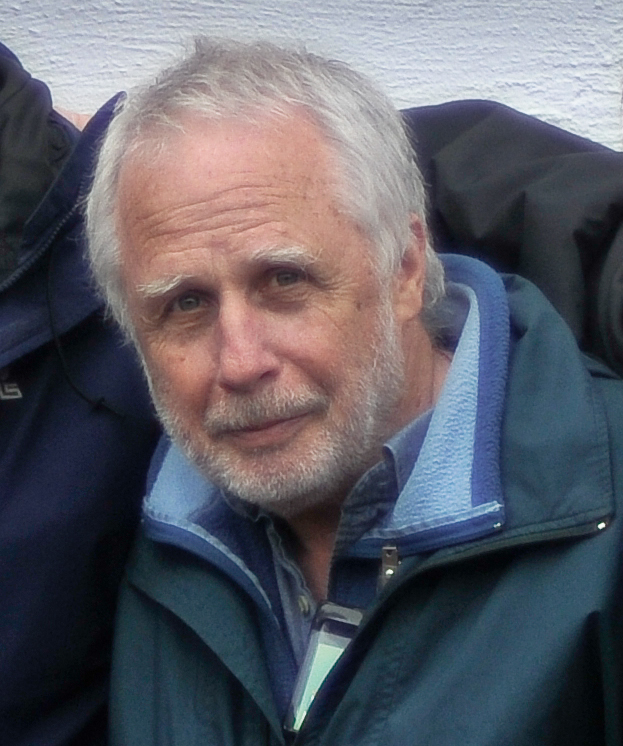
Майкл Ерлвайн, засновник AllMovie

AllMovie (раніше All Movie Guide) — комерційний вебсайт з базою даних про фільми, телешоу та пов'язані персоналії. Створений Майклом Ерлвайном та Володимиром Богдановим як частина проєкту All Media Guide, разом з All Music Guide та All Game Guide.
Сайт містить дані про фільми, шоу, їх творців, професійні рецензії.
Станом на 2015 рік AllMovie.com і бренд AllMovie належить RhythmOne